# Dusona occidentalis
Dusona occidentalis är en stekelart som först beskrevs av Davis 1898.  Dusona occidentalis ingår i släktet Dusona och familjen brokparasitsteklar. Inga underarter finns listade i Catalogue of Life.